# Sphaeralcea australis
Sphaeralcea australis är en malvaväxtart som beskrevs av Carlos Luis Spegazzini. Sphaeralcea australis ingår i släktet klotmalvor, och familjen malvaväxter. Inga underarter finns listade i Catalogue of Life.